# Varnhem
För andra betydelser, se Varnhem (olika betydelser).
Varnhem är en tätort belägen 14 kilometer öster om Skara och 14 kilometer väster om Skövde i Skara kommun, Västra Götalands län.

## Vikingatid och medeltid

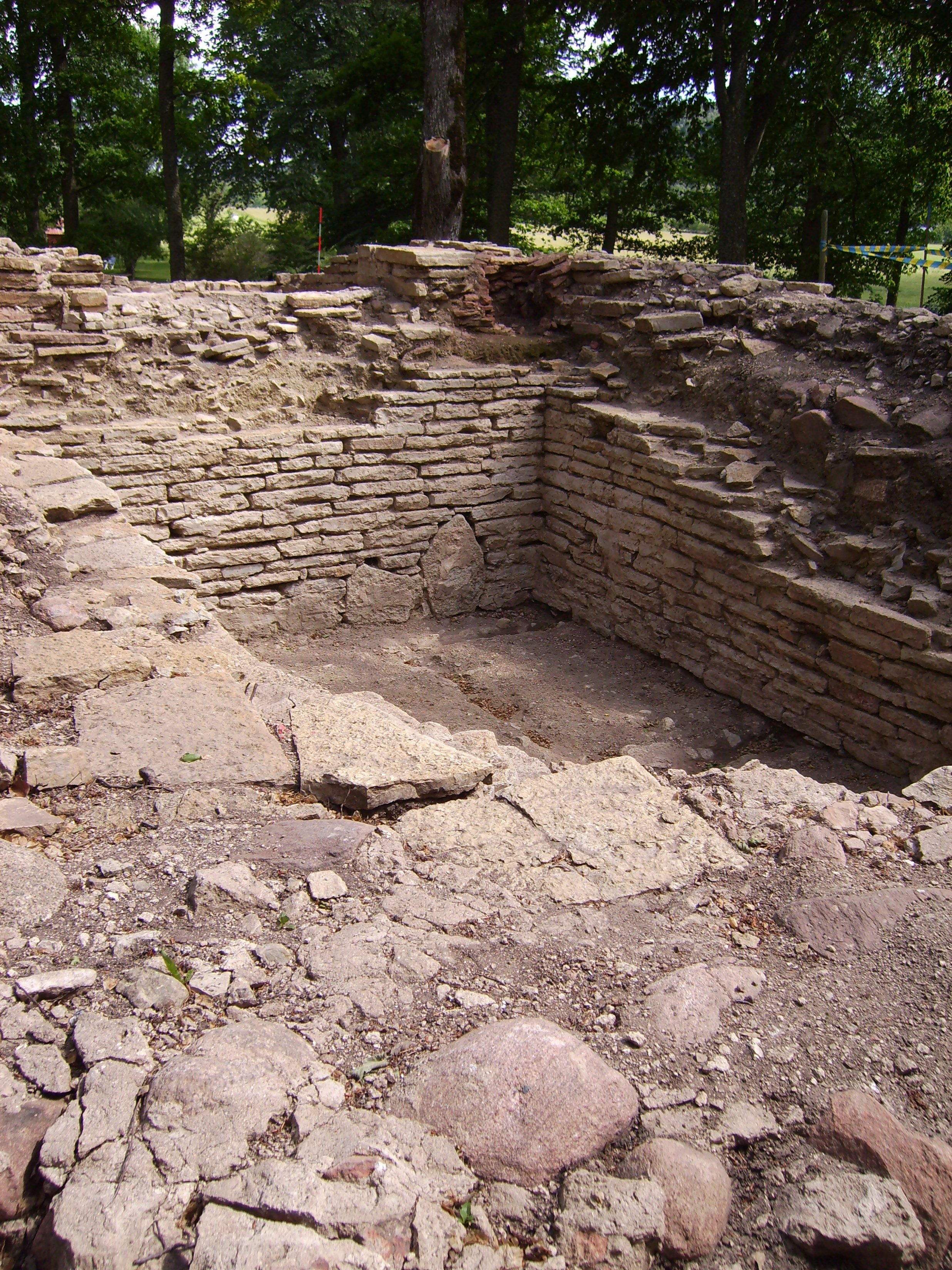
Stengrunden till Varnhems gamla kyrka, från 1040-talet eller tidigare.

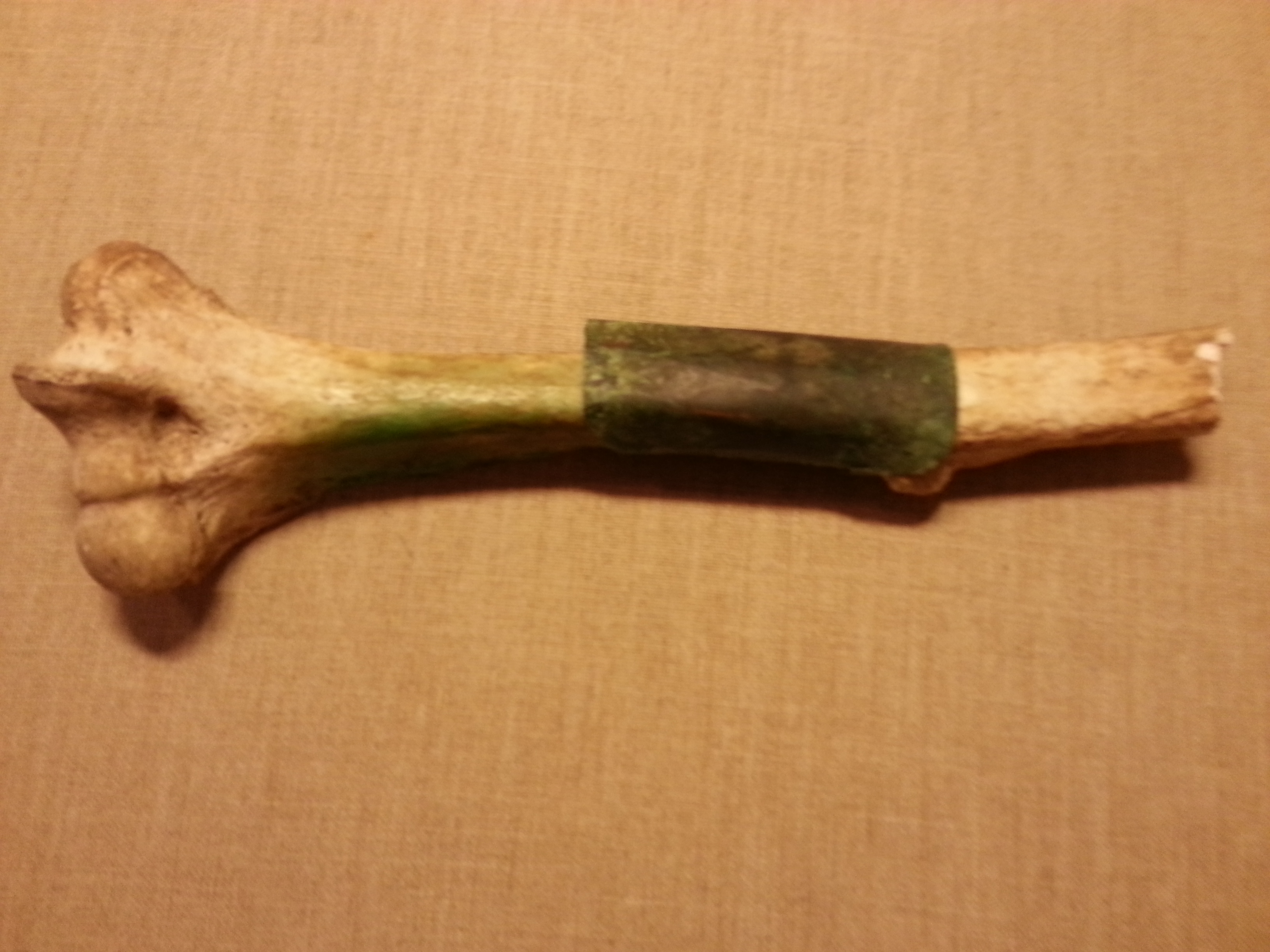
Medeltida överarmsben med kopparbleck runt från Varnhems kloster.

Varnhem är platsen för den äldsta kända stenkyrkan i Sverige utanför Skåne uppförd senast under 1040-talet. På platsen finns även en kristen begravningsplats som togs i bruk under slutet av 800-talet. Skeletten är i mycket bra skick tack vare gynnsamma markförhållanden. Männen som ligger begravda på den södra sidan av kyrkan är storväxta, de flesta är över 180 centimeter. Utgrävningarna avslutades den 29 september 2007, och sista delen av utgrävningarna koncentrerades till den norra sidan av kyrkan där kvinnorna ligger. Flertalet av männen har med sig dolkar och brynen i gravarna.[källa behövs] Resterna av vikingagården (gravfält och kyrkogrund) är nu öppna som turistmålet Kata Gård.
1148 etablerade cisterciensorden Varnhems kloster på orten, inte långt från den gamla kyrkan. Varnhems klosterkyrka, som ersatte den äldre kyrkan, används i dag som vanlig kyrka.
Flera kungar från tidig medeltid ligger begravda i kyrkan däribland Knut Eriksson, Erik Knutsson och Erik Eriksson. Birger jarl med familj ligger begravd i Varnhems klosterkyrka, och en arkeologisk undersökning, klar sensommaren 2007, har identifierat vad som troligen är kvarlevorna efter dem.
Den 21 maj 1979 skulle brandkåren på uppdrag bränna ner en gammal ladugård men häftiga vindar gjorde att elden spred sig och 21 byggnader i samhället brann ned. Inga människor skadades fysiskt i branden men ett hundratal grisar brann inne.

### Befolkningsutveckling
| Befolkningsutvecklingen i Varnhem 1960–2020                       | Befolkningsutvecklingen i Varnhem 1960–2020 | Befolkningsutvecklingen i Varnhem 1960–2020 | Befolkningsutvecklingen i Varnhem 1960–2020 | Befolkningsutvecklingen i Varnhem 1960–2020 |
| ----------------------------------------------------------------- | ------------------------------------------- | ------------------------------------------- | ------------------------------------------- | ------------------------------------------- |
|                                                                   |                                             |                                             |                                             |                                             |
| År                                                                |                                             |                                             | Folkmängd                                   | Areal (ha)                                  |
| 1960                                                              | 1960                                        |                                             | 176                                         | ¤                                           |
| 1975                                                              | 1975                                        |                                             | 306                                         |                                             |
| 1980                                                              | 1980                                        |                                             | 611                                         |                                             |
| 1990                                                              | 1990                                        |                                             | 822                                         | 79                                          |
| 1995                                                              | 1995                                        |                                             | 803                                         | 79                                          |
| 2000                                                              | 2000                                        |                                             | 763                                         | 79                                          |
| 2005                                                              | 2005                                        |                                             | 718                                         | 79                                          |
| 2010                                                              | 2010                                        |                                             | 707                                         | 80                                          |
| 2015                                                              | 2015                                        |                                             | 662                                         | 69                                          |
| 2020                                                              | 2020                                        |                                             | 667                                         | 71                                          |
| Anm.: Ny tätort 1975 ¤ Som tätortsbebyggelse med 150-199 invånare |                                             |                                             |                                             |                                             |